# Фольклорно-репродуктивна школа кобзарства
Фольклорно-репродуктивна школа кобзарства — мистецька школа, що виконує традиційний репертуар та відроджує його на основі збережених творів, що їх раніше забуто або вони були недоступні.
Мистецька діяльність репродуктивних кобзарів є помітним явищем у сучасному музичному мистецтві.
До фольклорно-репродуктивної школи, що відроджує кобзарство, можна зарахувати передусім учнів та послідовників Г. Ткаченка, що згуртувались у Києві, а саме М. Будника, М. Товкайла, В. Кушпета, Т. Компаніченка, М. Плекана, Т. Силенка, В. Сніжного, М. Хая, В. Нагнибіду, А. Кабалюка, В. Ходаківського та Р. Забашту.
Школа пізніше розповсюдилась і довкола Харкова в С. Захарця, К. Черемського тощо.
Також існує невеликий гурт поза межами України, а саме в Північній Америці, в особах В. Мішалова, Ю. Китастого та Ю. Фединського.

В умовах, коли поступово згасає традиційна культура України, ці виконавці відроджують цікавість до конкретного, так званого «кобзарського стилю», зберігають звуковий образ в умовах сьогочасної цивілізації та урбанізації. Крім того, способом організації, репертуарною спрямованістю й манерою співу та гри вони протистоять царині масової культури — академічним виконавцям гри на бандуру.
Фольклорно-репродуктивні кобзарі далі виконують традиційний репертуар та відроджують його на основі збережених творів, що їх раніше забуто або вони перебували поза доступом. Також відтворення часто відбувається за наявності одного складника синтезованого досвіду: чи літературної чи музичної частини. Естетичні параметри їхньої діяльності фіксуються — скільки в їхній практиці лишається автентичної кобзарської філософії та наскільки вплине концертне бандурництво на їхню творчість. На сьогодні висновки робити зарано.
Стають помітними два напрямки в репродуктивному кобзарстві:
1. тенденція до «вдосконалення» й до концертного виконавства;
2. суворе традиційно-автентичне виконання у специфічних консервативних виконавських параметрах.

У першій групі спостережено нахил до академічної манери співу; залучувано нетрадиційний репертуар, що відходить від традиційних параметрів. Настроюють інструмент, використовуючи сучасні електронні прилади, використовують штучні нігті (плектори), що не є традиційними й відмінні від тих, що використовував, наприклад, кобзар О.Вересай та що про них писав М.Лисенко. Також через пропаганду академічного підходу стало дуже популярним використовувати нотні записи, яко шифр інтонаційного матеріалу. Ця група прямує до академізації народної бандури.
У другій групі додержуються суворо традиційного інтонування, «народної» темперації інструмента, репертуар — традиційно-автентичний. Народний спів та народна манера гри, дотримувано усного способу передачі традицій. Ця група скептично ставиться до академізації народної бандури, адже це процеси, що знищили автентичне кобзарство у ХХ столітті.
Порівнюючи інтерес та практичний ужиток традиційного кобзарства із західними аналогіями, де відроджувано клавесинну, лютневу та ін. музику — можна побачити паралельні процеси. Полемічний процес та цікаві дослідження вже мають місце в сьогоднішньому музико- та культуро- знавстві не тільки України, але і світу. Можна сподіватись на чимраз більшу кількість цікавих досліджень, що допоможуть далі розвинути кобзарську стихію та філософію.
Розвиток у майбутньому базуватиметься на тому, як сучасник розумітиме та розтлумачить кобзарське коріння та істину в цій царині.